# 耿伯介
耿伯介（1917年—1997年），原名宽厚，字伯介，以字行，男，江苏江宁人，中国植物分类学家，曾任南京大学教授，《中国植物志》编委。

## 家庭
父亲耿以礼。